# Francesca Donner
Pour les articles homonymes, voir Donner.
Francesca Donner (coréen : 프란체스카 도너 ; Peurancheseuka Doneo), née Franziska Maria Barbara Donner le 15 juin 1900 à  Inzersdorf (en), près de Vienne en Autriche, et morte le 19 mars 1992, est la Première dame de Corée du Sud de 1948 à 1960, en tant qu'épouse de Syngman Rhee.

## Biographie

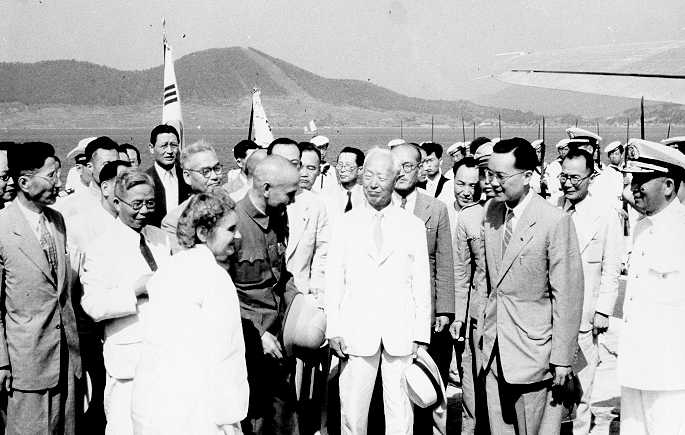
Donner avec Rhee et Chiang Kai-shek

Autrichienne, Franziska Donner travaille à la Société des Nations à Genève en tant qu'interprète, diplomate et hôtesse. En 1933, elle y rencontre l'homme politique coréen Syngman Rhee (이승만 ; Yi Seung-man), qui vit alors aux États-Unis. Ils se marient en 1934 à New York. Pour les deux, il s'agit d'un second mariage.
Donner (qui se fait prénommer Francesca et non Franziska) et Rhee vivent d'abord à New York et à Washington DC, puis à Hawaï, où un grand nombre de Coréens actifs politiquement sont en exil. Donner travaille comme secrétaire de son mari, notamment pour le livre Japon Inside Out (1940).
Après la défaite du Japon à la fin de la Seconde Guerre mondiale, Rhee rentre en Corée en octobre 1945, avec le soutien des États-Unis. Donner le rejoint peu après.
En mars 1948, Rhee est élu en tant que premier président de la Corée du Sud, un poste qu'il occupe jusqu'en 1960. Francesca  Rhee devient Première dame. Elle apparait très régulièrement auprès de son mari.
Les Rhees sont contraints à l'exil en 1960 et s'installent à Hawaï. Donner y soigne son mari, victime d'un AVC, jusqu'à sa mort le 19 juillet 1965. Elle retourne alors en Autriche.
Après cinq ans en Autriche, un pays quitté trente ans plus tôt, Donner retourne en Corée du Sud en 1970. Elle vit jusqu'à sa mort le 19 mars 1992 à Séoul, dans l'ancienne maison du Président Rhee, avec leur fils adoptif Rhee In-soo (이인수 ; Yi In-su) et sa famille.